# Božidar Vinković
Božidar Vinković je bio hrvatski političar i odvjetnik iz Karlovca.
Zajedno s karlovačkim oporbenjacima iz saborskih klupa Edom Lukinićem i Božom Vinkovićem bio je na čelu demonstranata koji su srpnja 1908. prosvjedovali u Karlovcu protiv omraženog hrvatskog bana Pavla Raucha kad je posjetio Karlovac. Posljedica prosvjeda bila je da je gradonačelnik Ivan Banjavčić zbog nesmotrene potpore koju je dao omraženom banu bio prisiljen demisionirati.
Bio je gradonačelnik grada Karlovca, u razdoblju kad su pravaši bili uspješni u Karlovcu. Od 1896. do 1920. pravaši su Karlovcu dali četvoricu gradonačelnika. Vinković je obnašao gradonačelničku dužnost 1910. i 1911. godine, a bio je prisiljen prestati obnašati dužnost zbog bolesti.
Vinković je bio i dioničarem novog mlina u Karlovcu na rijeci Korani (Prvi hrvatski mlin na čigre d.d) koji je po kapacitetu i po opremljenosti bio drugi mlin u Hrvatskoj, odmah iza zagrebačkog kraljevskog paromlina. Osim njega osnivači-dioničari bili su Prva hrvatska štedionica, Hrvatska komercijalna banka, Pučka štedionica, Karlovačka štedionica, bogati zagrebački i karlovački pojedinci Petar Bakšić (karlovački gradonačelnik i saborski zastupnik), Gustav Modrušan (karlovački gradonačelnik), Samuel Kramer, Dragutin Herman, Gašo Dević, saborski zastupnik Antun Strzalkovsky, Robert Reiss, Vilim Reiner, Vatroslav Reier i David Kramer.